# 2 Bootis
2 Bootis, som är stjärnans Flamsteed-beteckning, är en ensam stjärna i den sydvästra delen av stjärnbilden Björnvaktaren. Den har en skenbar magnitud på ca 5,63 och är svagt synlig för blotta ögat där ljusföroreningar ej förekommer. Baserat på parallaxmätning inom Hipparcosuppdraget på ca 9,7 mas, beräknas den befinna sig på ett avstånd på ca 337 ljusår (ca 103 parsek) från solen. Stjärnan rör sig bort från solen med en heliocentrisk radiell hastighet av ca 4 km/s.

## Egenskaper
2 Bootis är en gul till orange jättestjärna av spektralklass K0 III, som har förbrukat förrådet av väte i dess kärna och förflyttat sig bort från huvudserien. Den har en massa som är ca 1,9 gånger solens massa, en radie som är ca 10 gånger större än solens och utsänder ca 72 gånger mera energi än solen från dess förstorade  fotosfär vid en effektiv temperatur på ca 4 900 K.